# Яковлев, Александр Алексеевич (Герой Советского Союза)
Алекса́ндр Алексе́евич Я́ковлев (2 [15] июля 1915 года — 2 мая 1946 года) — советский офицер-танкист, Герой Советского Союза (1945), участник Великой Отечественной войны в должности командира танковой роты 26-й гвардейской танковой бригады 2-го гвардейского Тацинского танкового корпуса 3-го Белорусского фронта.

## Биография
Родился 2 (15) июля 1915 года в городе Чухломе ныне Костромской области в семье рабочего. Русский. Окончил семилетку, потом педагогический техникум в городе Солигалич. Работал учителем в сельской школе, в избе-читальне в деревне Палихино, затем был счетоводом-кассиром, инкассатором в Чухломе.
В 1936 году призван в Красную армию. Окончил полковую школу, службу проходил в Ярославском гарнизоне командиром отделения, старшиной, врио политрука. Член ВКП(б) с 1940 года. В 1940 году направлен во вновь созданное Ивановское военно-политическое училище. В 1941 успешно окончил училище, получил назначение политруком учебной танковой роты в механизированную дивизию, стоящую в городе Каунас. Здесь встретил начало Великой Отечественной войны.
Участвовал в боях на фронтах с первого до последнего дня войны. Воевал на Западном фронте. Стал командиром-танкистом, с февраля 1943 года — командир роты средних танков 26-й гвардейской танковой бригады. В составе этой бригады прошел до Победы. Особо отличился в боях по разгрому врага на территории Белоруссии летом 1944 года.
В июне 1944 года при овладении железнодорожной станцией на магистрали Орша-Минск часть танков роты Яковлева завязала бой с танковым прикрытием противника, другая же по приказу командира, совершив стремительный бросок, вышла на железнодорожные пути. Этим манёвром танкистам удалось захватить на станции 4 готовящихся к отправлению эшелона с боеприпасами и продовольствием и освободить 4 тысячи советских людей, угоняемых в немецкое рабство. Железнодорожная магистраль была перерезана, пути отхода гитлеровцам из Орши перекрыты.
При захвате сильного опорного пункта Староселье снова отличилась танковая рота Яковлева. Отражая отчаянные попытки гитлеровцев вырваться из окружения, она уничтожила сотни вражеских солдат и офицеров. Противник в панике отступил. Танкисты устремились к Березине и с ходу, на плечах врага, форсировали её.
В первых числах июля 1944 года танкисты Яковлева в лесу догнали моторизованную колонну, состоящую из 500 машин, следующих под охраной танков. Командир роты принял смелое решение. Оставив часть танков под командой гвардии лейтенанта Куприянова преследовать колонну, сам с несколькими машинами обходным путём вышел в голову колонны. Ударив с двух сторон, советские танкисты начали крушить врага. От колонны осталось одно воспоминание.
3 июля, будучи направляющей ротой всего корпуса, рота Яковлева уничтожила на подступах к Минску до сотни гитлеровцев, смяла противотанковую оборону и одной из первых вступила в столицу Белоруссии.
Только за период с 26 июня по 6 июля 1944 года рота Яковлева уничтожила несколько танков, 47 бронетранспортёров, 12 пушек, 462 автомашины, 26 пулемётов, 1470 солдат и офицеров противника, захватила богатые трофеи.
Указом Президиума Верховного Совета СССР от 24 марта 1945 года за образцовое выполнение заданий командования и проявленные мужество и героизм в боях с немецко-фашистскими захватчиками гвардии старшему лейтенанту Яковлеву Александру Алексеевичу присвоено звание Героя Советского Союза с вручением ордена Ленина и медали «Золотая Звезда» (№ 6186).
Войну закончил офицером связи своей танковой бригады. Был шесть раз ранен, три раза контужен. После войны продолжал службу в армии, в танковых частях Ленинградского военного округа. Жизнь капитана Яковлева трагически оборвалась в результате несчастного случая 2 мая 1946 года.
Похоронен в городе Пскове в саду жертв революции.

## Награды
- Награждён орденами Ленина, Красного Знамени, Отечественной войны 2-й степени, медалями.

## Память
- На родине Герою установлен памятник, его имя носит средняя школа.
- Имя Героя увековечено на мемориальной доске выпускникам и преподавателям Ивановского военно-политического училища в городе Иваново, открытой в мае 2010 года.